# Sociedad Max Planck
La Sociedad Max Planck para la Promoción de la Ciencia (en alemán: Max-Planck-Gesellschaft zur Förderung der Wissenschaften e.V., abreviado como MPG) es una red de institutos de investigación científica en Alemania. El nombre honra la memoria de Max Planck, el físico alemán que inició la mecánica cuántica. Esta institución sustituyó a la Kaiser-Wilhelm-Gesellschaft y es una organización sin ánimo de lucro e independiente, financiada por los gobiernos federal y estatal de Alemania.

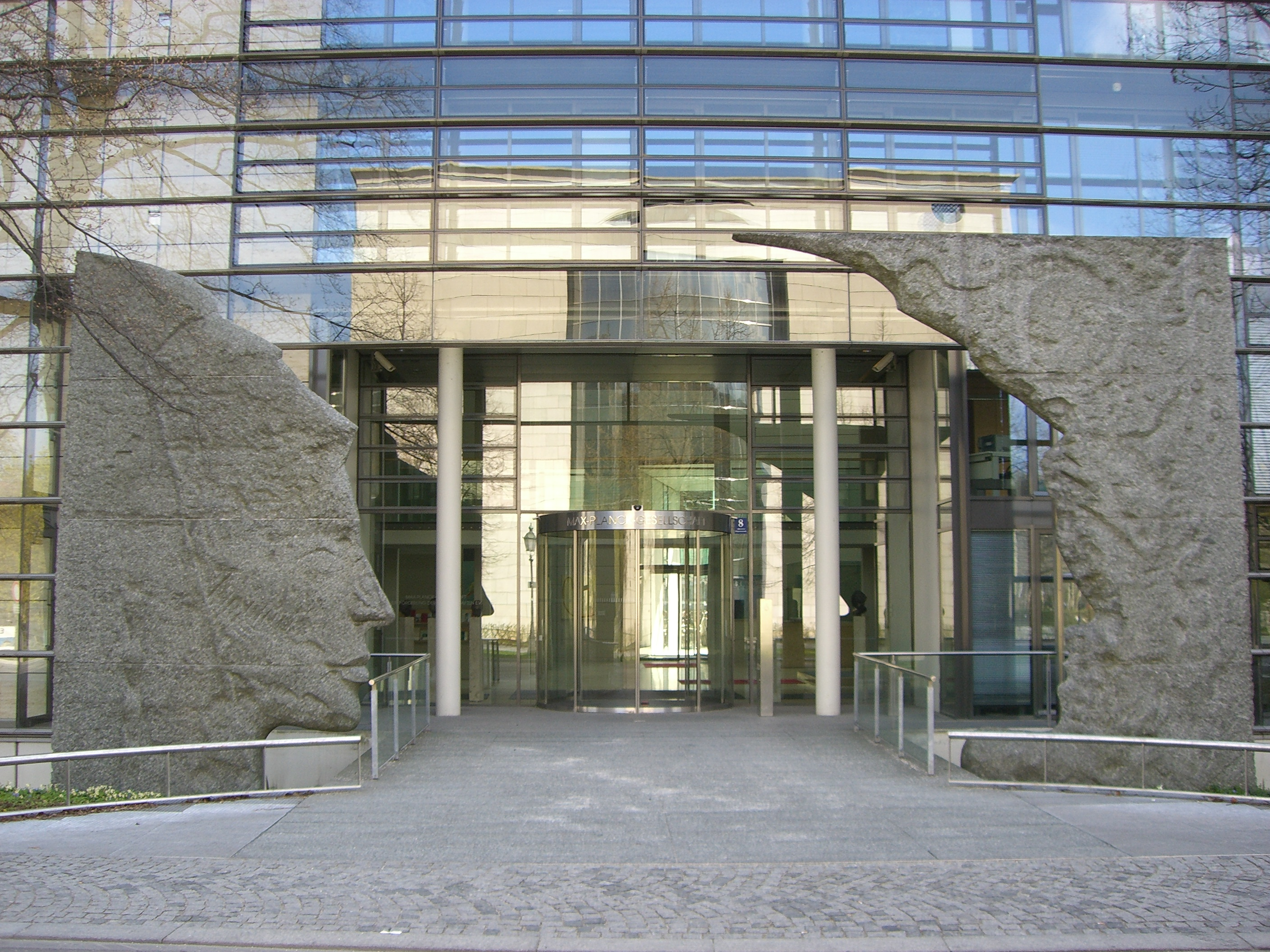
Entrada a la Administración General

La Sociedad Max Planck tiene reputación mundial como organización de investigación de ciencia y tecnología. En 2006, las clasificaciones del Times Higher Education Supplement de instituciones de investigación no universitarias (basados en la revisión de sus pares internacionales) colocaron a la Sociedad Max Planck como la número 1 en investigación científica y la número 3 en investigación tecnológica a nivel mundial.
La red MPG está distribuida por toda Alemania y abarca diferentes campos de la ciencia. Con más de 20 Premios Nobel ganados por sus científicos desde 1948, generalmente se la considera la más destacada organización de investigación de ciencias básicas en Alemania.
En 2013 recibió el Premio Príncipe de Asturias de Cooperación Internacional.

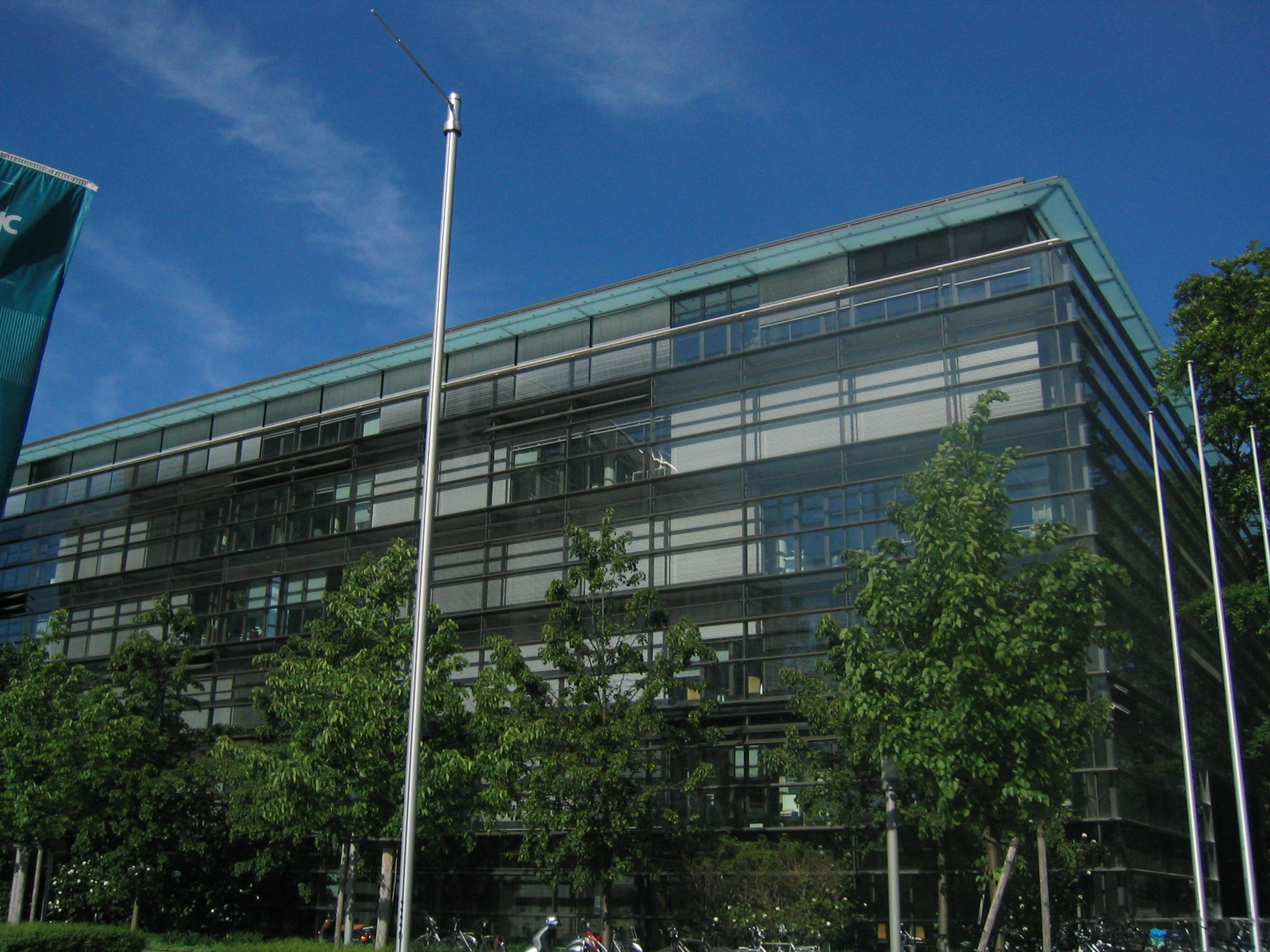
Edificio de la MPG en Múnich

## Historia
La Sociedad Max Planck fue fundada en Gotinga después de la Segunda Guerra Mundial en 1946 en el sector británico de Berlín y en 1948 en la zona de ocupación norteamericana y francesa como la organización sucesora de la prusiana Kaiser-Wilhelm-Gesellschaft, que se estableció en 1911 como una organización de investigación no gubernamental y que fue extinguida como tal por la OMGUS (Oficina de Gobernación Militar de los Estados Unidos) en julio de 1946. Su nombre corresponde a la máxima autoridad (de ese entonces) del Imperio alemán, y su logotipo muestra a Minerva, la diosa romana de la sabiduría.
Si se incluyeran los logros de su predecesora, los investigadores y científicos de la Sociedad Max Planck habrían ganado más Premios Nobel que cualquier otra institución académica científica en el mundo.

## Organización
Internamente, los Institutos Max Planck se organizan en departamentos de investigación, presididos por directores, de tal forma que cada uno posee varios directores, una posición difícilmente comparable con la de cualquier profesor de medio tiempo o de jefe de departamento de una universidad. La Sociedad Max Planck en sí es formalmente un eingetragener Verein, una forma legal de organización similar a una asociación sin ánimo de lucro, forma en que puede compatibilizar la financiación de los estados federados (Länder) y del gobierno federal (Bund).  La financiación se complementa con licencias de investigación y donaciones.  Los directores son miembros científicos de esta asociación o "club", que poseen igual derecho a voto, agrupados en tres divisiones o secciones (Químico-Físico-Tecnológica, Biología y Medicina, y Ciencias Humanas).  Cada una de estas tres secciones tiene una  vicepresidencia científica (Angela D. Friederici para el área de Ciencias Humanas, Bill S. Hansson en el área de Biología y Medicina, y Ferdi Schüth en el área de Física, Química y Tecnología), a las que se une una vicepresidencia no científica (Andreas Barner). Toda la sociedad está presidida desde junio de 2014 por el químico y especialista en ciencia de materiales Martin Stratmann.  
La MPG opera 80 institutos de investigación en toda Alemania (en algunos casos en otros países de la Unión Europea, desde 2010 incluso con centros asociados en los Estados Unidos y Argentina), los cuales suelen llevar el nombre de "Instituto Max Planck (MPI) para/de (nombre de la disciplina correspondiente)". Su trabajo es la investigación básica en las ciencias naturales, así como en las ciencias sociales y en las humanas.
Los institutos tienen un personal aproximado de 12.300 empleados permanentes, cifra que incluye a 4200 científicos más unos 9,000 científicos no permanentes y visitantes. Su presupuesto para el 2006 fue de cerca de 1,4 mil millones de euros, con un 84 por ciento de aportaciones del Estado y de la federación.
Los Institutos Max Planck operan en forma independiente de las universidades (salvo en caso de cooperación) y se enfocan en la investigación para la innovación, que no encaja en las estructuras universitarias, debido a su naturaleza interdisciplinaria o transdisciplinaria, o debido a la necesidad de recursos que no pueden ser provistos por las universidades estatales.
La Sociedad Max Planck en su organigrama  tiene los siguientes órganos de gobierno, según estipulan sus estatutos: Presidencia, Senado, Comité Ejecutivo, Asamblea General, y el Consejo Científico y sus tres Secciones.  El Senado tiene poder ejecutivo en la sociedad en todos los aspectos no definidos por los estatutos o por la Asamblea General.  Uno de los miembros del Senado es el astrofísico español Eduardo Ros, representante de los científicos de la sección de Física, Química y Tecnología.

## Escuelas de investigación Max Planck
Además, la Sociedad Max Planck ha optado por fundar, conjuntamente con una serie de universidades, las denominadas “International Max Planck Research Schools” (IMPRS), de relevante orientación internacional. A través de éstas se apoya la cooperación y los planes de doctorado de científicos extranjeros noveles. Por los menos la mitad de los fondos del programa IMPRS se destinan a los candidatos extranjeros.
Todo esto permite que los Institutos Max Planck, siempre fundados en torno a destacados investigadores, sean considerados "centros de excelencia” por científicos de todo el mundo.

## Controversia de discriminación
En 2004 surgió controversia sobre el empleo de trabajadores extranjeros por la Sociedad Max Planck. Presuntamente, los candidatos a doctorado extranjeros recibían sistemáticamente peores contratos que los alemanes. El caso fue llevado a la Corte Civil Europea por Andrea Raccanelli y se encuentra bien documentado en su sitio web. La corte decidió que la Sociedad Max Planck debe obedecer el principio de no-discriminación en relación a los trabajadores. Desarrollos recientes en este asunto incluyen un artículo en el diario alemán Der Spiegel donde se denuncian condiciones laborales injustas, la respuesta por la Sociedad Max Planck apoyando las condiciones laborales ofrecidas a los estudiantes de doctorado, y una queja en el Parlamento por el partido político alemán Die Linke.

## Instituciones de la Sociedad Max Planck
- Bibliotheca Hertziana (Instituto Max Planck de Historia del Arte)
- Instituto Max Planck de Historia de la Ciencia
- Instituto Max Planck de Antropología Evolutiva
- Instituto Max Planck para la Biología del Desarrollo
- Instituto Max Planck de Microbiología Marina
- Instituto Max Planck de Física
- Instituto Max Planck de Física Nuclear
- Instituto Max Planck de Física Extraterrestre
- Instituto Max Planck para estructura y dinámica de la materia
- Instituto Fritz Haber de la Sociedad Max Planck
- Instituto Max Planck para la Física Gravitacional (Instituto Albert Einstein)
- Instituto Max Planck para la investigación del sistema solar
- Instituto Max Planck de Matemáticas
- Laboratorio Friedrich Miescher de la Sociedad Max Planck